# Vlag van oblast Penza
De vlag van oblast Penza is in gebruik sinds 15 april 2022. De vlag is geel met een groene verticale baan aan de broeking, ongeveer 1/7 van de vlaglengte. Horizontaal in het midden van de vlag, iets naar boven, staat het wapen van oblast Penza, met drie gouden schoven verweven met scharlakenrood linten, en met een lint aan de basis. Geel symboliseert velden, wijsheid, kennis, licht, een rijke oogst en vooruitzichten. Groen staat voor de natuur in de oblast en het bos, vruchtbaarheid, eeuwig leven en gezondheid.
Voor 13 november 2002 was de vlag geel met een groene verticale baan aan de broeking, ongeveer 1/7 van de vlaglengte. Horizontaal in het midden van de vlag, iets naar boven, staat een icoon dat bekend staat als Spas Nerukotvornyi (Onze Verlosser Niet Door Handen Gemaakt). Deze icoonstijl is gebaseerd op een orthodoxe traditie van de eerste icoonafbeelding - de beeltenis van Edessa, een wonderbaarlijke afbeelding van het gezicht van Jezus op een rechthoekige doek. De icoon staat voor spiritualiteit, alwetendheid, en nationale heropleving. Het ontwerp was van A. N. Kniazev. De vlag uit 2002 wordt sinds 2022 de vlag van de gouverneur van oblast Penza.